# Nova Foz do Dão
Aldeia Nova da Foz do Dão (Oficialmente Nova Foz do Dão) é uma aldeia da freguesia de Ovoa, concelho de Santa Comba Dão.
A aldeia nasceu no início da década de 1980, com o objectivo de realojar os habitantes da aldeia da Foz do Dão, submersa pelas águas da Barragem da Aguieira.